# Horwood Lake
Der Horwood Lake ist ein See im Norden des Sudbury Districts in der kanadischen Provinz Ontario.

## Lage
Der Horwood Lake liegt 90 km südwestlich von der Stadt Timmins im Bereich des Kanadischen Schilds auf einer Höhe von 331 m. Der ca. 57 km² große See hat eine Y-Gestalt. Er besitzt einen schmalen Arm nach Süden, einen schmalen Arm nach Nordosten, sowie eine sehr breite Bucht nach Norden. Die maximale Nord-Süd-Längsausdehnung des Sees beträgt 30 km. Der nordöstliche Arm misst 17 km. Die Horwood Peninsula trennt die beiden nördlichen Seeteile. Die größte Insel im See, East Marsh Island, liegt im Nordteil des Gewässers.
Das Einzugsgebiet des Horwood Lake umfasst 3370 km². Hauptzufluss ist der Woman River, der in das südliche Seeende mündet. Am nördlichen Seeende verlässt der Groundhog River, ein linker Nebenfluss des Mattagami River, den Horwood Lake zum benachbarten kleineren See Armstrong Lake. Der mittlere Abfluss liegt bei 35 m³/s. Die abfließende Wassermenge wird reguliert. Dies soll eine optimale Auslastung der abstrom gelegenen Wasserkraftwerke sicherstellen.
Der Horwood Lake ist ein Ziel für Angeltouristen und leicht über den etwa 9 km nördlich des Sees verlaufenden Ontario Highway 101 zu erreichen. Im See werden hauptsächlich Glasaugenbarsch und Hecht gefangen.